# Hydatopsyche huapingensis
Hydatopsyche huapingensis är en nattsländeart som beskrevs av Li och Tian 1990. Hydatopsyche huapingensis ingår i släktet Hydatopsyche och familjen ryssjenattsländor. Inga underarter finns listade i Catalogue of Life.